# YandexGPT
YandexGPT是由俄羅斯公司Yandex開發的GPT系列神經網路模型。它能撰寫和修改文字、發想新點子，並理解與使用者的對話內容。
YandexGPT透過書籍、雜誌、報紙和網路的公開資料進行訓練。雖然這個模型有時會出錯或亂編內容，但隨著不斷學習，它產出的答案也會越來越準確。

## 用法
YandexGPT已被整合進旗下虛擬助理Alice（類似Siri和Alexa），並可在Yandex的各項服務與應用程式中使用。
自2023年7月起，已有約800家企業參與YandexGPT的封閉測試，包括IT開發者、銀行、零售業者及其他行業。企業可透過兩種方式使用這項技術：
- API 模式
- Playground 模式（在Yandex Cloud控制台中，用來測試模型和假設的介面）[3]

## 歷史
2023年2月，Yandex宣布正在開發自家版本的ChatGPT類型生成式神經網路。 並同步開發一款屬於 YaLM（Yet another Language Model）系列的語言模型。
2023年5月17日，Yandex發布名為 YandexGPT（簡稱：YaGPT）的神經網路模型，並讓虛擬助理Alice開始搭配這個新模型使用。
2023年6月15日，Yandex將YandexGPT整合進旗下的圖像生成工具Shedevrum，使用者可以透過它生成含標題、內文和相關配圖的完整貼文。
2023年7月，YandexGPT推出新功能，使企業能建立虛擬助理與聊天機器人，並生成與整理文本內容。
2023年9月7日，Yandex在Practical ML Conf大會上發表新一代語言模型YandexGPT 2。相較於前一版，這個版本能處理更多類型的任務，回答品質也有所提升。開發團隊表示，在67%的案例中，YandexGPT 2的表現優於第一代。
自2023年10月6日起，YandexGPT能夠生成俄語影片的摘要，影片長度可從2分鐘至4小時不等，只要影片中有語音內容即可。

## 外部連結
- 官方网站